# 牽引ロープ

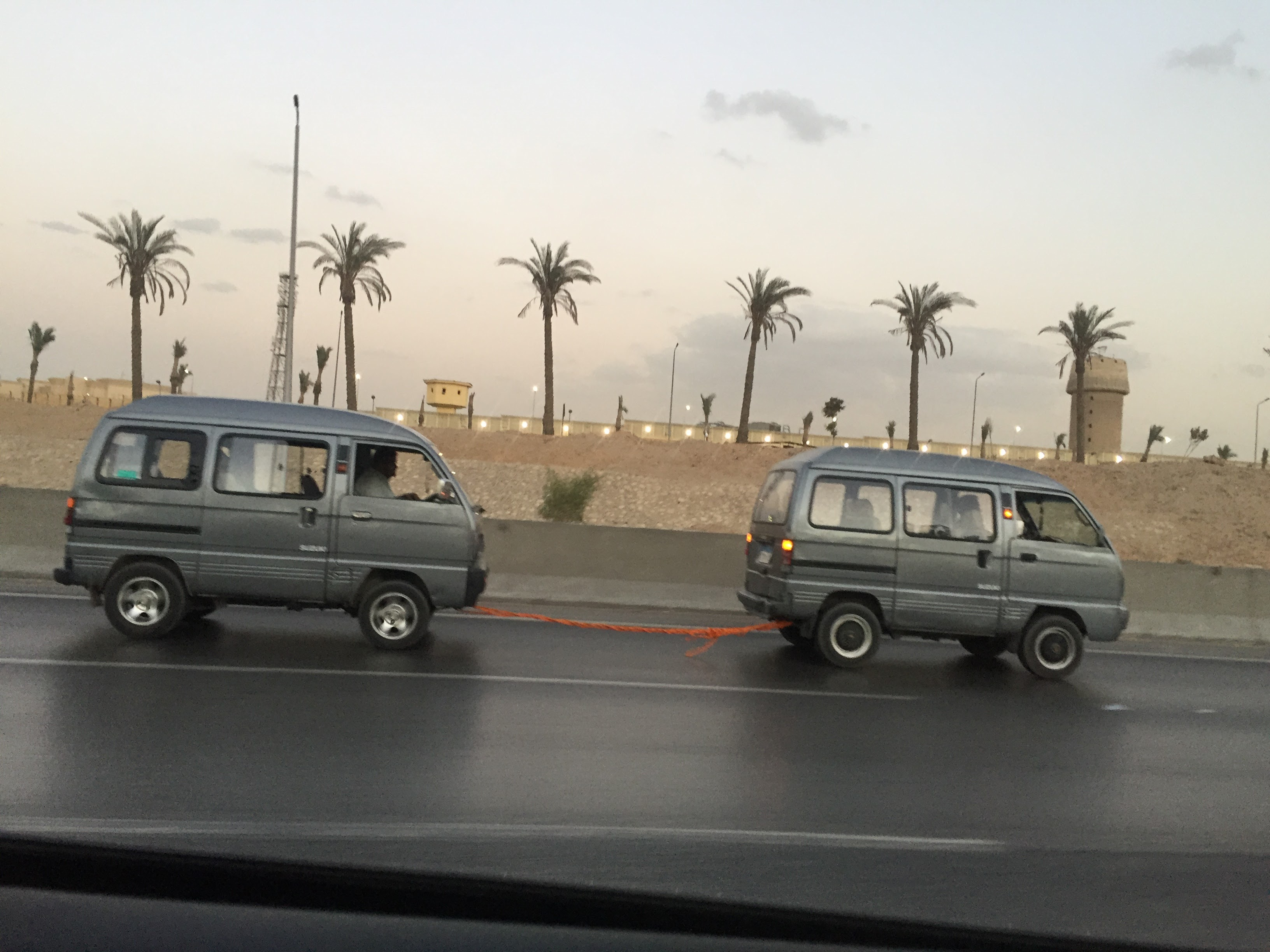
牽引の様子（エジプト）
日本の公道でやむを得ず故障車を牽引する場合、ロープの中間に30cm四方以上の白い布を付け、車間を5m以内に保つ必要がある。

牽引ロープ（けんいんロープ）は、自動車の牽引に用いるロープのこと。
一般に故障車を同クラスの車両が牽引するときに使う非常時用のものをさす。値段にはロープの特徴により高低があり、高価なロープになると伸縮性のあるロープでフックが頑丈に、安いものでは伸縮性の無いただのロープにフックが付いたもの、と種類がある。牽引車と被牽引車の間隔が詰まったときにロープがたるみ、タイヤでロープを踏みつけてしまうと簡単に千切れてしまうが、伸縮性があるとロープが縮みたるみが最小限に抑えられる。また伸縮性のあるタイプのものは、発進時の引っ張り始めのときのショックが抑えられる。牽引ロープは短すぎると応力により千切れやすくなったり停車時に車間距離がとれずブレーキのタイミングがシビアだったりするが、逆に長すぎるとカーブを曲がり切れなかったり、間に車両が入ってしまったりと危険である。
牽引ロープのフックも形状により差があり、安普請なものは発進ショックでばねが壊れ固定されなくなってしまうものもある。
事故などでタイヤが回転しなくなった車を牽引すると、エンジンの焼き付きやギア、クラッチの破損等の故障の原因となるため、回転しなくなった側のタイヤを持ち上げて牽引する必要がある。
牽引ロープは一般的に車の前後に付いているフックを使うことが多いが、本来これは輸送時に車両を船体などに固定するものであり、故障車の牽引を目的としたものではない。そのため、牽引ロープの使用によって生じた怪我や車両の破損等は完全に自己責任となる。車種によってはバンパーのふたを外し別体のフックをねじ込む方式のものもある。

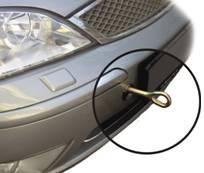
牽引用のフック